# De Brouckère (familie)
De familie de Brouckère is afkomstig uit de provincie West-Vlaanderen. Verschillende leden hebben een vooraanstaande rol gespeeld in de Belgische politiek.

## Afkomst
Er komen voor het eerst poorters van Ieper met de naam de Brouckere voor in de 12de tot 14de eeuw. Of ze rechtstreekse voorvaders zijn van de hier behandelde de Brouckeres is mogelijk, maar niet met documenten te staven.
De eerste leden van de familie de Brouckere (zonder accent) over wie men zekerheid heeft, zijn te vinden in de streek van Ieper en Moorslede, waar een de Brouckere ontvanger is.
Midden zeventiende eeuw werd een de Brouckere tot baljuw benoemd van de heerlijkheid Wijnendale en opeenvolgende generaties vervulden functies in Torhout en Wijnendale.
Vanaf het midden van de achttiende eeuw sloegen leden van de familie hun vleugels uit en werden actief in het Brugse Vrije en, na de revoluties, in de nationale politiek.
Een familietak werd in 1817 in de erfelijke adelstand opgenomen onder het Verenigd Koninkrijk der Nederlanden. Deze tak is in 1908 uitgestorven en ook van de andere familietakken zijn weinig nazaten.

## Genealogie
- Jacques de Brouckere, afkomstig van Ieper, was ontvanger in Moorslede en huwde met een Boutten.
  - Melchior de Brouckere, trouwde met een Courtewille en was eveneens ontvanger in Moorslede.
    - Pieter de Brouckere was kolonel in het Spaanse leger en trouwde met Sara de Tombes. Hij veroverde in 1649 Cambrai op de Franse troepen en sneuvelde op 4 mei 1654 bij Étampes (Frankrijk)
      - Nicolas de Brouckere, baljuw van Wijnendale was in tweede huwelijk getreden met Jacqueline De Bert
        - Pieter-Joris de Brouckere (Torhout (1682-1734) was getrouwd met Angeline Mestdagh en was eveneens verbonden aan de heerlijkheid Wijnendaele.
          - Maria de Brouckère, trouwde met Pieter Moke, griffier van het Land van Wijnendale
          - Jean-Baptiste de Brouckère (1716-1784) was ontvanger voor de Staten van Vlaanderen in Torhout en baljuw van de heerlijkheid Wijnendale. Hij was getrouwd met Marie-Claire de la Croix.
            - Charles de Brouckère (senior) (1757-1850), advocaat, schepen onder het ancien régime, rechter in de Franse tijd, gouverneur in het Verenigd Koninkrijk der Nederlanden.
              - Charles de Brouckère (junior) (1796-1860), liberaal politicus in het Verenigd Koninkrijk der Nederlanden en in het Koninkrijk België.
                - Elisabeth de Brouckère (1820-1895), trouwde met de Luikse bankier Jules Nagelmakers (1804-1875)
                - Alfred de Brouckère (Maastricht 1827 - Caester bij Maastricht 1908) was kabinetschef van de minister van Buitenlandse Zaken, zijn oom Henri de Brouckère. Hij was getrouwd met Flora Neyt (1828-1892), weduwe van senator Nicolas Reyntiens en werd zelf ook senator.

              - Henri de Brouckère (1801-1891), Belgisch liberaal politicus, eerste minister.
              - Edouard de Brouckère (Brussel 1802 - Chalon-sur-Saône 1836), afdelingshoofd op het Ministerie van Buitenlandse Zaken

            - Marie-Josèphe de Brouckère (1758-1830), trouwde met Pieter Fraeys, heer van Veubeke
            - Angela de Brouckère (1759-1820), trouwde met Benoit Pol, rechter in Brugge
            - Monica de Brouckère (1760-1852), trouwde met Pieter Lauwers, burgemeester van Torhout
            - Jean-Baptiste de Brouckère (1763-1837), ontvanger van de provinciale belastingen en vrederechter, trouwde met Eugénie Vervaecke (1775-1869)
              - Charles Marie J. de Brouckère (1797-1850), burgemeester van Roeselare, trouwde met Virginie de Geest (1805-1879)
                - Charles Théodore de Brouckère (1825-1889) werd notaris en politiek voorman in Oostende
                - Gustave de Brouckère (1829-1887), textielindustrieel, trouwde met Léonie Sylvie Tant (1839-1874) en in tweede huwelijk met Flore Eugénie (Florence) Tant.
                  - Charles Louis de Brouckère (1866-1931), textielindustrieel
                    - Charles Marie de Brouckère (1896-1939), textielindustrieel
                      - Carlo de Brouckère (1920-1985), kunstschilder

                  - Louis de Brouckère (1870-1951), Belgisch socialistisch politicus
                    - Lucie de Brouckère (1902-1982), scheikundige, hoogleraar ULB

                  - Jeanne de Brouckère (1878-1945), beeldhouwer, was van 1903 tot 1905 getrouwd met Lou Tellegen
                  - Léon de Brouckère (1885-1944), luchtvaartpionier

                - Henri De Brouckère (Roeselare, 15/03/1836 - Gent, 06/11/1891), industrieel, provincieraadslid Oost-Vlaanderen